# 슈탄슈타트
슈탄슈타트(독일어: Stansstad)는 스위스 니트발덴주의 자치체이다.

## 지리

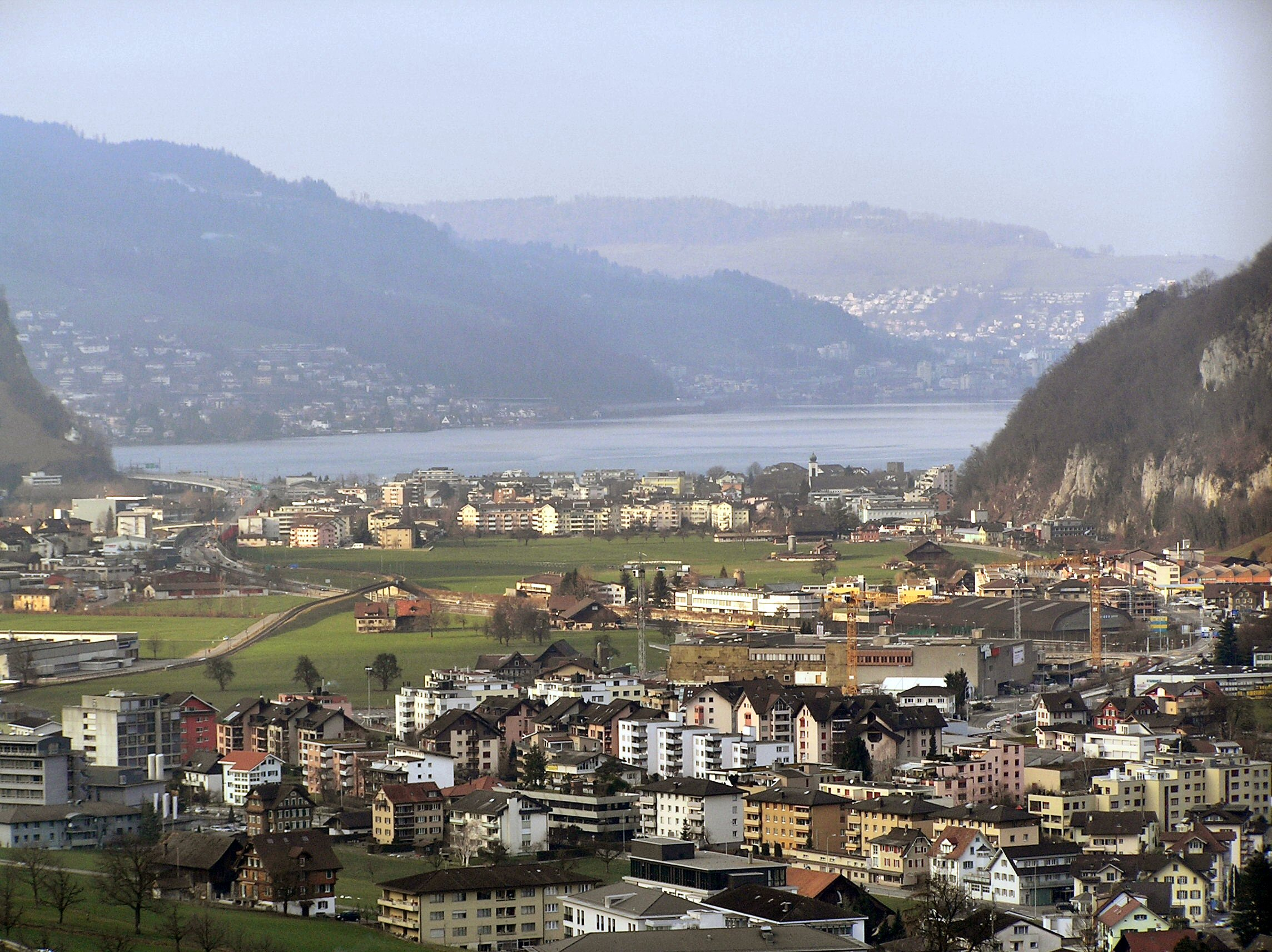
루체른호와 슈탄슈타트

2004년 9월 조사 기준, 슈탄슈타트는 9.07k㎡의 면적을 가지고 있다. 이 면적 중 약 32.6%가 농업용으로 사용되며 49.6%는 산림이다. 나머지 토지 중 15.4%는 정착지(건물 또는 도로)이고 2.4%는 비생산적인 토지이다. 2004년 9월 조사에서 총 80ha 또는 전체 면적의 약 8.8%가 건물로 덮여 있었는데, 이는 1981/82에 비해 15ha 증가한 것이다. 같은 기간 동안 시정촌의 레크리에이션 공간은 1ha 증가했으며 현재 전체 면적의 약 0.99%이다. 농경지 중 10ha는 과수원과 포도원으로 사용되고 307ha는 들판과 초원이다. 1981/82년 이래로 농경지는 24ha 감소했다. 강과 호수는 시정촌에서 9ha를 차지한다.

## 인구통계
2020년 12월 기준, 슈탄슈타트의 인구는 4,727명이다. 2014년 기준으로 인구의 15.2%가 거주하는 외국인이다. 2015년에 소수의 소수(인구의 234 또는 5.3%)가 독일에서 태어났다. 2010년부터 2014년까지 지난 4년 동안 인구는 -1.44%의 비율로 변화했다. 2014년 시정촌의 출생률은 9.1명, 사망률은 인구 1,000명당 8.0명이었다.
2014년 기준으로 아동·청소년(0~19세)이 14.1%, 성인(20~64세)이 63.3%, 노인(64세 이상)이 22.6%를 차지한다. 2015년에는 1,800명의 독신 거주자, 1,950명의 기혼 또는 동거 중인 거주자, 222명의 미망인, 424명의 이혼한 거주자가 있었다.
2014년에 슈탄슈타트에는 2,131개의 개인 가구가 있었고 평균 가구 규모는 2.03명이었다. 2000년 시정촌의 629채의 주거용 건물 중 약 34.5%가 단독 주택이고 39.6%가 다가구 건물이었다. 또한 1919년 이전에 건설된 건물의 약 13.7%, 1991년에서 2000년 사이에 14.8%가 건설되었다. 2013년 인구 1000명당 신규 주택 건설 비율은 1.36이다. 2015년 시정촌 공실률은 2.7%였다.
2000년 기준, 인구의 대부분은 독일어(90.1%)를 사용하며, 이탈리아어가 두 번째로 많이 사용(2.1%)되고, 알바니아어가 세 번째(1.5%)로 사용된다.
역사적 인구는 다음 차트에 나와 있다.

## 정치
2015 년 연방 선거에서 가장 인기 있는 정당은 SVP로 83.8%의 득표율을 얻었고, 지역 정당이 나머지 16.2%를 득표했다. 이번 연방 총선에서는 총 1,805표가 투표율 55.0%를 기록했다.
2007년 연방 선거에서 가장 인기 있는 정당은 88.6%의 득표율을 기록한 FDP였다. 나머지 투표의 대부분은 지역의 소규모 우익 정당(10.8%)에 주어졌다.

## 교육
슈탄슈타트에서는 인구의 약 77.9%(25-64세)가 비필수 고등교육 또는 추가 고등교육(대학 또는 응용학문대학)을 완료했다.

## 경제
슈탄슈타트는 고소득 커뮤니티이다. 지자체는 슈탄스 지역 센터의 일부이다.
2014년 기준으로 시정촌에 고용된 사람은 총 2,163명이다. 이 중 1차 경제 부문의 26개 기업에서 총 74명이 근무했다. 2차 부문은 63개의 개별 사업에서 525명의 근로자를 고용했다. 2차 부문 직원의 소수(26.1%)는 매우 작은 사업체에서 일했다. 총 198명의 직원이 있는 10개의 중소기업과 2개의 총 190명의 직원이 있는 중소기업이 있었다. 마지막으로, 3차 부문은 355개 기업에서 1,564개의 일자리를 제공했다. 총 495명의 직원이 있는 20개의 중소기업과 2개의 총 222명의 직원이 있는 중소기업이 있었다.
2014년에는 전체 인구의 1.4%가 사회 지원을 받았다.
2015년 국내 호텔은 총 19,501건의 숙박을 했으며, 그중 51.8%가 해외 방문객이었다.

## 교통
슈탄슈타트는 루체른-슈탄스-엥겔베르크선의 슈탄슈타트역에서 운행되며, 이 역에서 루체른 S-반 S4 서비스는 시간당 2개의 열차를 제공한다. 마을은 또한 뷔르겐슈토크, 슈탄스 및 뷔렌으로 가는 서비스를 포함한 포스트버스 서비스와 루체른 호수에 있는 루체른호 해운의 배송 서비스로 제공된다.

## 볼거리

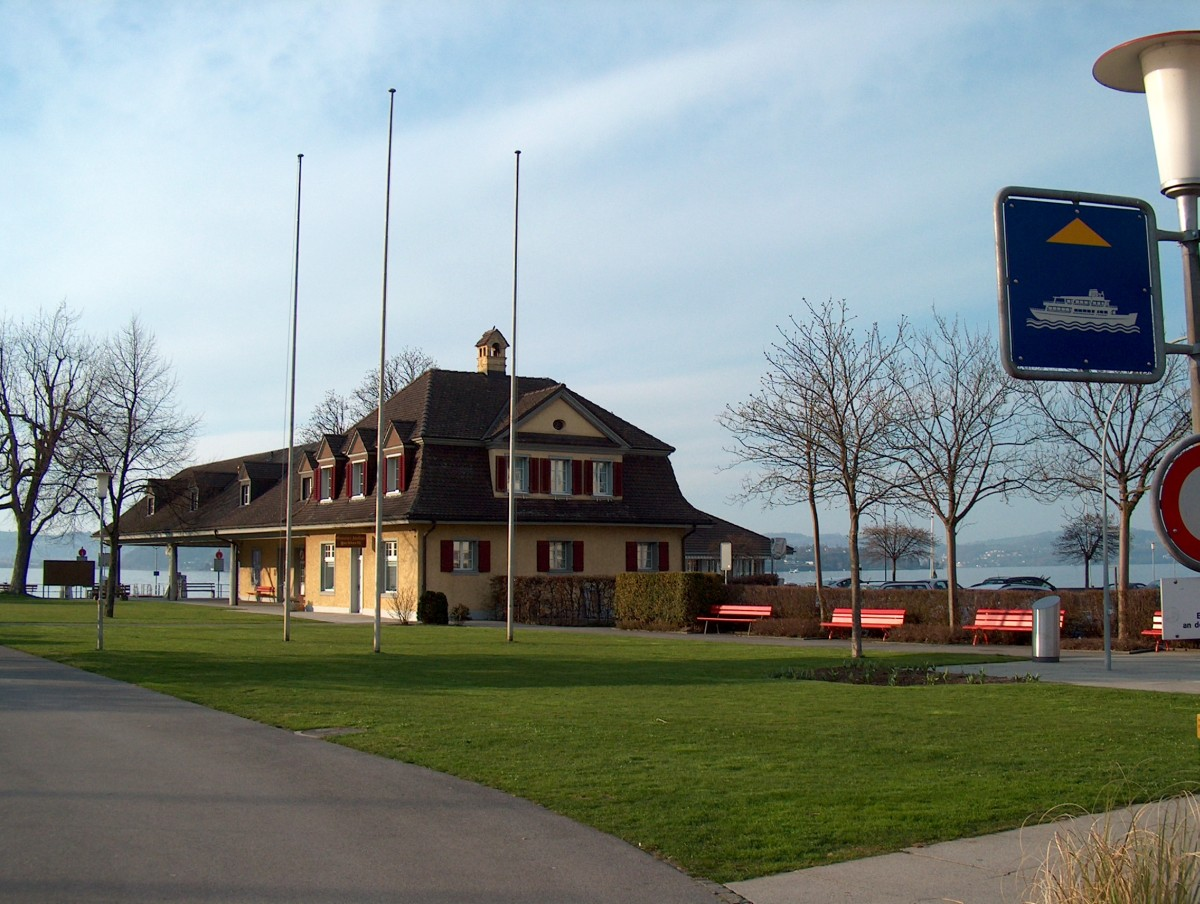
호숫가의 슈탄슈타트

슈탄슈타트의 주요 명소는 요새 박물관, 타워(쉬니츠투름), 케르지텐의 마리 린덴 예배당이다.

### 국가중요문화재
중세 요새의 모든 부분인 케르지텐과 텔러/팔리자덴 및 쉬니츠투름의 선사 시대 호숫가 정착지는 국가적으로 중요한 스위스 문화 유산으로 등록되어 있다. 선사 시대 정착지는 유네스코 세계 문화 유산인 알프스 주변의 선사시대 말뚝 주거지의 일부이다.